# الهيثم بن كليب
أبو سعيد، الهيثم بن كليب بن سريج بن معقل الشاشي التركي الإمام الحافظ الثقة الرحال محدث ما وراء النهر صاحب " المسند الكبير " ويسمى "مسند الساشي" ، أصله من مرو وإقامته في بخارى.

## شيوخه
سمع عيسى بن أحمد العسقلاني، وأبا عيسى محمد بن عيسى الترمذي ، وزكريا بن يحيى المروزي، وأبا جعفر محمد بن عبيد الله بن المنادي ، وحمدان بن علي الوراق ، وأحمد بن ملاعب ، ومحمد بن عيسى المدائني ، وأبا البختري بن شاكر ، وعلي بن سهل ، وإبراهيم بن عبد الله القصار ، وعباس بن محمد الدوري ، ومحمد بن أبي طالب ، ومحمد بن إسحاق الصاغاني ، وطبقتهم .

## تلاميذه
حدث عنه : أبو عبد الله بن منده ، وعلي بن أحمد الخزاعي ، ومنصور بن نصر الكاغدي ، وآخرون

## وفاته
توفي بسمرقند في سنة خمس وثلاثين وثلاثمائة.